# Flughafen Gaya

i8
i11
i13
Der ca. 116 m hoch gelegene Flughafen Gaya (IATA-Code: GAY, ICAO-Code: VEGY) liegt knapp 10 km südwestlich der Großstadt Gaya im nordindischen Bundesstaat Bihar. Etwa 10 km südöstlich liegt die für Buddhisten bedeutsame Pilgerstadt Bodhgaya, weshalb der Airport häufig auch Flughafen Bodhgaya genannt wird.

## Geschichte
Der Flughafen Gaya existiert wahrscheinlich schon seit den 1960er Jahren.

## Flugziele
Verschiedene Airlines bieten zur Zeit Flüge nach Delhi, Kalkutta und Rangun an.

## Sonstiges
Der für Düsenjets geeignete Flughafen wird von der Airports Authority of India betrieben und ist mit ILS ausgestattet.